# Муньянго
Муньянго (порт. Munhango), в русскоязычных источниках иногда Мунанго — город в ангольской провинции Бие. Образован на основе населённого пункта, возникшего при станции Бенгельской железной дороги. Здесь родился Жонас Савимби.

## Железнодорожная станция
В 1899 году колониальная администрация Португальской Анголы начала строительство Бенгельской железной дороги — от Атлантического побережья до границ Свободного государства Конго. В том же году была основана железнодорожная станция Муньянго как один из важных пунктов пути. Функция железнодорожного узла остаётся ключевой всю историю Муньянго.

## Военно-политическая история
Небольшое африканское селение известно в мире как место рождения Жонаса Савимби — лидера ангольского повстанческого движения УНИТА. Его отец Лоте Савимби был начальником железнодорожной станции). Во время войны за независимость в Муньянго базировалась португальская воинская часть, а к югу — формирования УНИТА.
В годы гражданской войны здесь шли ожесточённые бои между повстанцами УНИТА, поддержанными войсками ЮАР, и вооружёнными силами правительства МПЛА, поддержанными кубинским экспедиционным корпусом. Муньянго имел серьёзное стратегическое значение, в боях применялись танки и авиация. В 1986 году Муньянго был взят УНИТА и Жонас Савимби демонстративно провёл пресс-конференцию на своей малой родине.
В результате боёв Муньянго был в основном разрушен.

## Послевоенное восстановление
После окончания гражданской войны восстановить железнодорожный путь через Муньянго удалось лишь в 2011 году. Были построены социальные объекты, налажена система очистки питьевой воды. Развёрнута специальная программа жилищного строительства для чиновников и работников бюджетной сферы. Населённый пункт с 4—5 тысячами жителей получил статус города.
По административной принадлежности Муньянго относится к муниципалитету Квемба провинции Бие. Власть принадлежит партии МПЛА. Администрацию возглавляет Маргарида Иссула.